# Michael Robotham
Michael Robotham, född 9 november 1960 i Casino, New South Wales, är en australisk författare. Han är journalist, spökskrivare av memoarer och kriminalförfattare. Han är bosatt i Sydney, Australien med sin familj.

## Böcker översatta till svenska
- Den misstänkte, 2005 (The suspect)
- Förlorad, 2006 (Lost)